# Fédération française de tennis
 (août 2012).
Si vous disposez d'ouvrages ou d'articles de référence ou si vous connaissez des sites web de qualité traitant du thème abordé ici, merci de compléter l'article en donnant les références utiles à sa vérifiabilité et en les liant à la section « Notes et références ».
Pour les articles homonymes, voir FFT.
La Fédération française de tennis (FFT) est une association loi de 1901 chargée d'organiser, de coordonner et de promouvoir le tennis en France ainsi que d'autres disciplines connexes. Elle est reconnue par le ministère de la Jeunesse et des Sports et par la Fédération internationale de tennis (ITF).
Son siège social est situé au stade Roland-Garros à Paris.  

## Historique
À la suite de l'éclatement de l'Union des sociétés françaises de sports athlétiques, la Fédération française de tennis est créée en 1920 sous le nom de « Fédération française de lawn tennis », un nom qu'elle conservera jusqu'en 1976 lorsqu'elle prend le nom définitif de FFT, toujours d'usage au début des années 2020.

### Identité visuelle (logo)

Ancien logo (1992-2015)
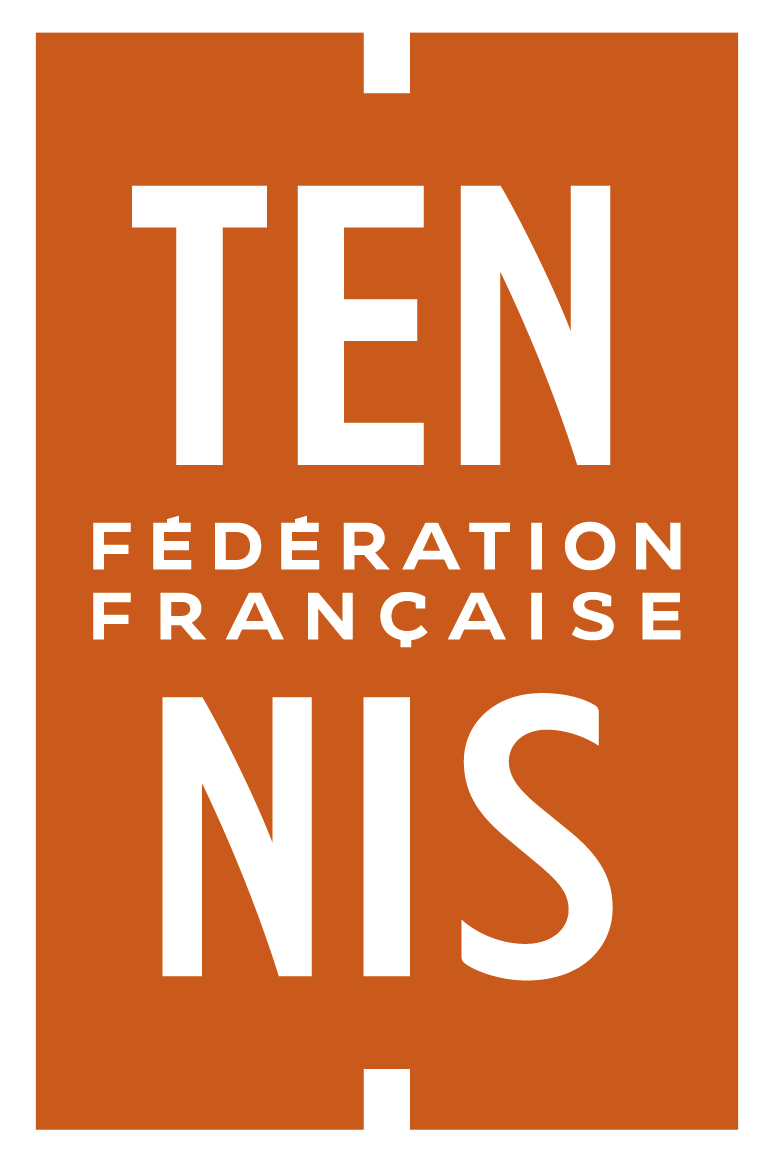
Logo actuel (depuis 2015)

## Statistiques

### Nombre de licenciés
| Année | Nombre total de licenciés | Joueurs | Adultes | Hommes  | Femmes  | Clubs  |
| ----- | ------------------------- | ------- | ------- | ------- | ------- | ------ |
| 1922  | 12 000                    | -       | -       | -       | -       | 270    |
| 1950  | 53 347                    | -       | -       | -       | -       | 1 410  |
| 1955  | 65 915                    | -       | -       | -       | -       | 1 567  |
| 1960  | 71 019                    | -       | -       | -       | -       | 1 056  |
| 1965  | 105 882                   | -       | -       | -       | -       | 1 092  |
| 1970  | 167 110                   | -       | -       | -       | -       | 1 607  |
| 1975  | 311 382                   | -       | -       | -       | -       | 2 835  |
| 1980  | 801 054                   | -       | -       | -       | -       | 4 822  |
| 1991  | 1 339 409                 | -       | -       | -       | -       | 10 224 |
| 1992  | 1 317 319                 | -       | -       | -       | -       | 10 111 |
| 1993  | 1 238 287                 | -       | -       | -       | -       | 10 068 |
| 1994  | 1 148 683                 | -       | -       | -       | -       | 10 043 |
| 1995  | 1 093 398                 | -       | -       | -       | -       | 9 900  |
| 1996  | 1 082 809                 | -       | -       | -       | -       | 9 704  |
| 1997  | 1 062 786                 | -       | -       | -       | -       | 9 594  |
| 1998  | 1 039 013                 | -       | -       | -       | -       | 9 432  |
| 1999  | 1 010 602                 | -       | -       | -       | -       | 9 260  |
| 2000  | 1 048 328                 | -       | -       | -       | -       | 9 130  |
| 2001  | 1 064 773                 | -       | -       | -       | -       | 9 067  |
| 2002  | 1 067 755                 | -       | -       | -       | -       | 8 937  |
| 2003  | 1 075 025                 | -       | -       | -       | -       | 8 748  |
| 2004  | 1 065 531                 | -       | -       | -       | -       | 8 661  |
| 2005  | 1 054 513                 | -       | -       | -       | -       | 8 572  |
| 2006  | 1 096 286                 | -       | -       | -       | -       | 8 515  |
| 2007  | 1 094 593                 | -       | -       | -       | -       | 8 460  |
| 2008  | 1 105 445                 | -       | -       | -       | -       | 8 404  |
| 2009  | 1 125 201                 | -       | -       | -       | -       | 8 362  |
| 2010  | 1 134 571                 | -       | -       | -       | -       | 8 308  |
| 2011  | 1 102 921                 | -       | -       | -       | -       | 8 217  |
| 2012  | 1 121 752                 | -       | -       | -       | -       | 8 125  |
| 2013  | 1 103 519                 | -       | -       | -       | -       | 8 027  |
| 2014  | 1 085 399                 | -       | -       | 772 674 | 312 725 | 7 950  |
| 2015  | 1 052 117                 | -       | -       | -       | -       | 7 854  |
| 2016  | 1 052 000                 |         |         |         |         | 7 801  |
| 2017  | 1 018 721                 |         |         |         |         | 7 722  |
| 2018  | 985 551                   |         |         | 695 677 | 289 874 | 7 650  |
| 2019  | 978 893                   |         |         |         |         | 7 475  |
| 2020  | 972 007                   |         |         | 692 412 | 279 595 | 7 386  |
| 2021  | 947 294                   |         |         | 667 343 | 279 951 | 7 340  |

### Autres
- 1 999 629 matchs officiels
- 18 257 tournois
- 7 801 clubs
- 31 566 courts
- 532 265 licenciés de 18 ans et moins
- 377 892 compétiteurs
- 444 797 joueurs classés

## Rôles
La Fédération française de tennis a plusieurs rôles distincts :
- promouvoir, organiser et développer le tennis en France ;
- coordonner et soutenir les clubs de tennis en France ;
- gérer les différentes équipes de France, dont les deux plus importantes sont celles de Coupe Davis et de Fed Cup ; et aux Jeux olympiques
- organiser les tournois de tennis en France, le plus important étant les Internationaux de France à Roland-Garros.
- gérer le calcul du classement des joueurs et joueuses

## Dirigeants

### Liste des présidents
Le 13 février 2021, Gilles Moretton a été élu pour quatre ans, à la présidence de la Fédération Française de Tennis. Il succède ainsi à Bernard Giudicelli  (2017 à 2021)et à Jean Gachassin qui a cumulé deux mandats (2009-2017).
Les présidents successifs de la Fédération française de tennis : 
- 1920-1925  : Henri Wallet - 5 ans
- 1925-1930 : Albert Canet - 5 ans
- 1930-1940 : Pierre Gillou - 10 ans
- 1940-1943 : René Lacoste - 3 ans
- 1943-1944 : Raymond Rodel - 2 ans
- 1944-1953 : Pierre Gillou - 9 ans
- 1953-1963 : Guy de Bazillac - 10 ans
- 1963-1966 : Robert Soisbault - 3 ans
- 1966-1968 : Roger Cirotteau - 2 ans
- 1968-1973 : Marcel Bernard - 5 ans
- 1973-1993 : Philippe Chatrier - 20 ans
- 1993-2009 : Christian Bîmes - 16 ans
- 2009-2017 : Jean Gachassin - 8 ans
- 2017-2021 : Bernard Giudicelli - 4 ans
- 2021-... : Gilles Moretton - en cours

### Liste des directeurs techniques nationaux
- 1963-1976 : Gil de Kermadec
- 1977-1989 : Jean-Paul Loth
- 1990-1993 : François Jauffret
- 1994-juin 1996 : Patrice Dominguez
- juin 1996-mars 2005 : Jean-Claude Massias
- mars 2005-août 2009 : Patrice Dominguez
- septembre 2009-juillet 2013 : Patrice Hagelauer
- juillet 2013-mai 2017 : Arnaud Di Pasquale
- mai 2017-décembre 2017 : Jean-Luc Cotard
- décembre 2017-11 mars 2021 : Pierre Cherret (intérim)
- Depuis le 11 mars 2021 : Nicolas Escudé (intérim)[5]

## Disciplines
- Tennis
- Paratennis
- Beach-tennis
- Padel
- Pickleball
- Courte paume